# Tunde Onakoya
Tunde Onakoya (né le 6 octobre 1994 à Ikorodu au Nigeria) est un joueur et professeur d'échecs nigérian. En 2024, il bat le record du monde Guinness du plus long marathon d'échecs, en jouant 60 heures d'affilée sans défaite,.

## Biographie
Tunde Onakoya grandit à Ikorodu, ville de l'État de Lagos au Nigeria, au sein de la communauté des Isale Odo. Sa famille est pauvre et vit dans un bidonville. Sa mère est une vendeuse de vêtements. Sa mère tombe enceinte alors que le couple n'est pas marié et, par honte, tente d'avorter, mais cela ne fonctionne pas ; le couple se marie à la hâte. Le magasin tenu par son père est démoli lors d'une extension de la route voisine par le gouvernement de Lagos. Il devient chauffeur de taxi collectif, mais le gouvernement déclare que c'est illégal. Tunde, puis son frère cadet, sont nés dans l'intervalle. La famille vit alors dans un appartement à pièce unique, dans un immeuble où vingt voisins partagent les mêmes toilettes. Tunde est âgé de neuf mois quand une erreur d'injection par une infirmière déclenche chez lui une ostéoarthrite dans une hanche, ce qui l'empêche de marcher. Il suit de la kinésithérapie et réapprend à marcher mais boîte et souffre de douleurs chroniques. Il développe une nécrose intravasculaire qui lui cause de grandes souffrances. Cela dure jusqu'en 2023, lorsqu'il a enfin les moyens de payer une opération de la hanche, puis une rééducation.
Tunde apprend les échecs pendant l'école primaire après avoir découvert le jeu chez un barbier voisin. Sa mère travaille pendant deux ans comme femme de ménage dans un collège pour y payer la scolarité de Tunde. Tunde vit dans la crainte de ne pas réussir ses études, en raison des sacrifices auxquels sa famille consent pour les payer. Son père vend son taxi, acheté à crédit, pour payer les examens de Tunde au Conseil des examens de l'Afrique de l'Ouest et au Joint Admissions and Matriculation Board. Il échoue aux examens d'entrée à l'université de Lagos et à l'université d'État de Lagos, et envisage le suicide. Il travaille comme enseignant dans une école primaire, puis intègre l'université de Yaba, à Lagos Terre, où il étudie l'informatique et rencontre quatre amis qui l'encouragent à reprendre les échecs et à jouer à plus haut niveau. 
Après deux ans à prendre part à des compétitions, Tunde Onakoya, âgé de 20 ans, reçoit le titre de Maître national des échecs de la Fédération internationale des échecs. Il est alors classé 13e au Nigeria. 
En septembre 2018, il met en place l'association non gouvernementale Chess in slums (« les échecs dans les bidonvilles » en anglais), qui fait suivre à de jeunes enfants non scolarisés un cursus conjuguant des cours et une formation aux échecs. À cette époque, le pays compte plus de 8,6 millions d'enfants sans domicile fixe, et plus de 100 000 vivent dans les rues de Lagos. Le projet consiste au départ en un club d'échecs destiné à ouvrir aux enfants d'Ikorodu d'autres perspectives que la déscolarisation, beaucoup étant mis au travail pour aider leurs familles à se nourrir. Lorsqu'un adolescent devenu le meilleur joueur du club remporte un tournoi, un donateur propose de financer ses études. Tunde Onakoya se rend alors compte qu'il peut développer le club pour en faire un moyen de financer des études pour les enfants.
Tunde Onakoya est également membre du conseil d'administration de l'association The Gift of Chess, fondée par le maître américain d'échecs Russell Makofsky, qui a pour but de distribuer des jeux d'échecs partout dans le monde.
En 2021, Tunde Onakoya reçoit le Prix de l'action collective lors de la 16e édition des Future Awards Africa.
Fin 2022, Tunde Onakoya donne une conférence TED.
Le 20 avril 2024, à New York, Tunde Onakoya bat le record du monde Guinness du plus long marathon d'échecs, en jouant plus de 58 heures d'affilée sans défaite, au cours d'une compétition doublée d'une action caritative qui lui permet de lever 1 million de dollars américains au profit des enfants des bidonvilles du Nigeria,. Son objectif initial est de jouer 58 heures, afin de battre le record précédent qui était de 56 heures, 9 minutes et 37 secondes ; finalement, il prolonge le jeu jusqu'à 60 heures. Il joue contre Shawn Martinez, un champion américain d'échecs, et le bat à chaque partie.